# Selgovae

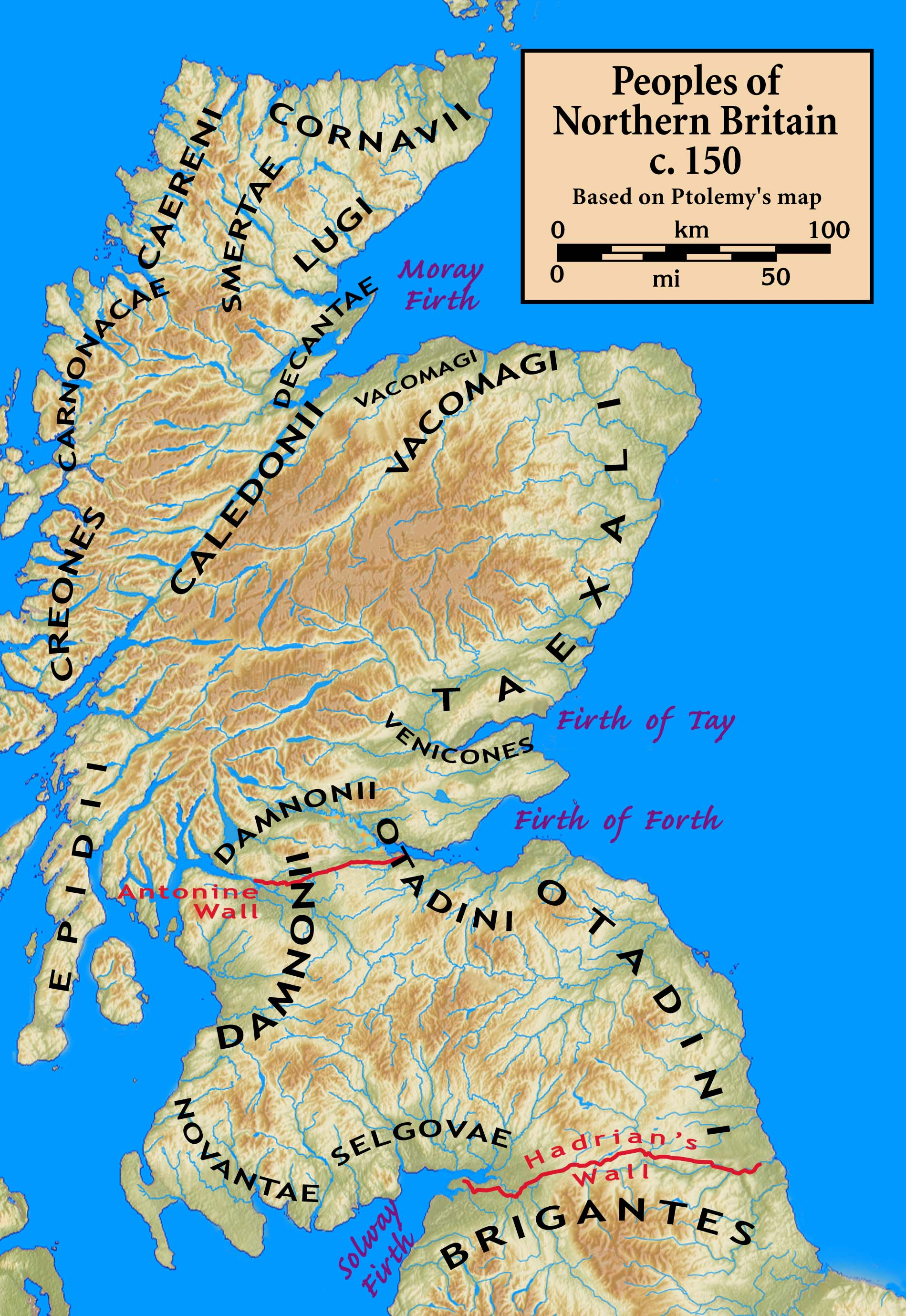
Localisation des principales tribus calédoniennes au nord du mur d'Hadrien en 150.

Les Selgovae constituaient une tribu brittonique d'Écosse, établie dans la zone centrale des Borders. Ils étaient les voisins, et peut-être même une ramification, des Votadini qui habitaient plus à l'est. Leur capitale se situait sur la colline d'Eildon Hill, près de Melrose, juste à côté du lieu où les Romains construisirent plus tard le castrum de Trimontium.
Le territoire des Selgovae semble avoir fait partie du royaume de Gododdin dans la période post-romaine.